# Floribundaria torquata
Floribundaria torquata là một loài Rêu trong họ Meteoriaceae. Loài này được C.K. Wang & S.H. Lin mô tả khoa học đầu tiên năm 1975.